# Melaninteorin
Melaninteorin är en afrocentrisk teori som hävdar att en högre nivå av melanin, den primära determinanten av hudfärg hos människor, inbegriper intellektuell och fysisk överlägsenhet hos svarta människor, samt ger dem övernaturliga krafter. Teorin betraktas som rasistisk och pseudovetenskaplig.

## Kända förespråkare[1][6]
- Frances Cress Welsing
- Leonard Jeffries
- Na'im Akbar
- Richard D. King